# Chani
Chani is een personage in de sciencefictionromans Dune en Duin Messias van Frank Herbert. Zij is de dochter van  de keizerlijke planetoloog Liet Kynes en zijn vrouw Faroula. Chani staat vooral bekend als de Vrijmans-vrouw en wettelijke concubine van hoofdrolspeler Paul Atreides. Om laatstgenoemde gemakkelijker toegang te geven tot de troon van keizer van het bekende universum, zal ze accepteren niet zijn vrouw te zijn ten gunste van prinses Irulan Corrino, dochter van de afgezette Padisjah-keizer Shaddam IV. Chani zal echter de ware metgezel zijn en van haar zullen de erfgenamen van de Huis Atreides afstammen: de tweeling Ghanima en Leto II Atreides.
Ondanks haar belang voor Paul is zij een ongrijpbaar personage, misschien wel het meest passieve van degenen die op de voorgrond van de hele cyclus staan. Ze sterft bij de geboorte van Pauls kinderen. Dit moment wordt vooral benadrukt in de miniserie Children of Dune.
In de film Dune uit 1984 van David Lynch wordt het personage gespeeld door actrice Sean Young, terwijl ze in de film Dune uit 2021 en het vervolg uit 2024 van Denis Villeneuve, wordt gespeeld door actrice Zendaya. In de miniseries Dune en Children of Dune werd zij gespeeld door Barbora Kodetová.